# Romulus Zăroni
Romulus Zăroni (n. 18 aprilie 1906, Nădăștia de Sus – d. 25 octombrie 1962, București) a fost vicepreședinte al Frontului Plugarilor, încă de la înființarea acestei organizații politice, subsecretar de stat la Departamentul Agriculturii și Domeniilor în Guvernul Constantin Sănătescu (2) (4 noiembrie –6 decembrie 1944) și Guvernul Nicolae Rădescu (6 decembrie 1944 – 28 februarie 1945), Ministrul agriculturii și domeniilor în Guvernul Petru Groza (1) (6 martie 1945 - 30 noiembrie 1946), după care a fost Ministrul cooperației în Guvernul Petru Groza (2) (1 decembrie 1946 - 29 decembrie 1947) și în Guvernul Petru Groza (3) (30 decembrie 1947 - 14 aprilie 1948).

## Studii
După ce a absolvit școala primară de șapte ani în satul natal, a urmat Liceul „Decebal” din Deva, apoi o Școală Tehnică Agricolă în Germania. La vârsta de 50 de ani, în calitate de ministru al Agriculturii și Domeniilor, a urmat Facultatea de Agronomie, cursuri fără frecvență, la București. Corneliu Coposu, care l-a cunoscut pe Romulus Zăroni, spunea despre el că era un "chiabur de mâna întâi", că avea o bibliotecă impresionantă pentru un țăran, cu 700-800 de volume de cultură generală, politică și agronomie, că a făcut un liceu german de specialitate și că vorbea și citea fluent germana. Avea o „fermă model,” la vremea respectivă, dotată cu unelte și animale, lucra pământul după reguli agrotehnice și obținea rezultate după măsură.

## Reforma agrară
Prin Decretul-lege nr. 187 din 23 martie 1945 pentru înfăptuirea reformei agrare, act publicat în Monitorul Oficial nr. 68 bis din 23 martie 1945, semnat de regele Mihai și contrasemnat de Ministrul agriculturii și domeniilor Romulus Zăroni, pământul expropriat și trecut asupra Statului era împărțit la plugari pentru completarea lotului de 5 ha, prin această lege urmărindu-se împroprietărirea plugarilor fără pământ sau cu pământ sub acest lot., 
În Raportul ministrului Agriculturii, Romulus Zăroni, adresat regelui, pe marginea decretului-lege în discuție, se preciza, între altele: „înfăptuirea reformei agrare prin decretul-lege de față constituie îndeplinirea unui comandament  național economic și social... Pământul dat în virtutea acestui decret-lege trece în proprietatea individuală a țăranilor împroprietăriți. Prin aceasta se va consolida gospodăria țărănească, se vor îmbunătăți condițiunile de viață, tocmai pentru categoriile cel mai lipsite din rândul țărănimii… Prin justa aplicare a decretului de față se soluționează una din problemele de bază ale României și se deschid pentru o importantă parte a țărănimii noastre noi perspective de viață”.

## Perioada colectivizării
În ciuda împroprietăririi, din 1949 s-a trecut la colectivizarea agriculturii. Romulus Zăroni, fostul ministru al agriculturii, a fost primul care a avut necazuri în familie cu ocazia colectivizării. Nevasta lui s-a opus să se înscrie cu pământul în colectivă. Dar linia partidului trebuia urmată iar astfel Zăroni a divorțat și a luat o „răsăriteancă", care nu avea pământ și era obișnuită cu „viața și munca în colectiv".

## Implicat în eliberarea medicului Uzinei Călan
Un episod mai puțin cunoscut pentru cei mai mulți îl reprezintă cel din 1948, când medicul Uzinei Călan, Emil Rațiu, era arestat. Romulus Zăroni a făcut o adresă către primul ministru Petru Groza, la care a anexat un memoriu al muncitorilor de la Uzinele Călan. Medicul a fost eliberat, dar a fost împușcat mortal în decembrie 1952 când încerca să treacă granița în Iugoslavia. 
Anton Rațiu, înalt funcționar în Ministerul de Interne și membru în lotul Lucrețiu Pătrășcanu, spune în cartea sa de memorii, cu referire la fratele său, Emil Rațiu: „Romulus Zăroni, ajuns la București, a făcut o adresă către primul ministru, la care a anexat memoriul muncitorilor de la Uzinele Călan, pentru eliberarea lui Emil Rațiu.”
„„Romulus Zăroni, ajuns la București, a făcut o adresă către primul ministru, la care a anexat memoriul muncitorilor, a făcut o altă adresă, de data aceasta către Ministerul Afacerilor Interne, prin care se solicita eliberarea fratelui meu. Adresa primului ministru, împreună cu adresa ministrului Zăroni și memoriul muncitorilor de la Uzinele Călan, au ajuns la mine. Cu actele respective m-am prezentat la Teohari Georgescu. Eliberarea a fost ordonată imediat.””— Anton Rațiu. 

## Activitatea publicistică
În 1937, Romulus Zăroni a publicat volumul De ce nu trebuie să fie plugarul român fascist. Scriitorul, traducătorul și dramaturgul de origine ucraineană Ilie Constantinovschi scria o recenzie în Scânteia despre volumul său „de câteva zeci de file, în care într-o limbă simplă sunt trecute prin judecata bunului simț țărănesc și a logicei populare sănătoase.” Despre celelalte capitole: „dreapta și stânga”, „stările de la noi”, „partidele politice”, „dictatura și deviza ei”, „plugarul în țările fascismului”, „ce să facem?” sau „ce este Frontul Plugarilor?” Ilie Constantinovschi afirma că „ar putea servi drept îndreptar, nu numai plugarilor cărora le este adresată.” 
A colaborat la ziarul Horia, oficios al Frontului Plugarilor, unde a publicat, pe lângă diverse articole, și poezii.

### Cărți publicate
- De ce nu trebuie să fie plugarul român fascist, Tipografia Viața creștină, Cluj, 1937.[11]

## Distincții
- Ordinul Muncii clasa a III-a (30 decembrie 1957) „cu ocazia celei de a zecea aniversări a proclamării Republicii Populare Romîne și pentru merite deosebite în îndeplinirea sarcinilor date de Partidul Muncitoresc Romîn, pentru merite deosebite pe tărîmul construcției de stat, economice, sociale, culturale și obștești”[12]
- Ordinul „23 August” clasa a III-a (12 august 1959) „pentru merite deosebite în opera de construire a socialismului”[13]
- Medalia „40 de ani de la înființarea Partidului Comunist din Romînia” (6 mai 1961) „pentru merite în activitatea de partid și întărirea regimului democrat-popular”[14]